# Ali S. Argon
Ali Suphi Argon (* 19. Dezember 1930 in Istanbul; † 21. Dezember 2019 in Belmont, Massachusetts) war ein türkisch-US-amerikanischer Physiker, Materialwissenschaftler und Hochschullehrer.

## Leben
Argon, Sohn von M.A. Suphi Argon aus einer hochrangigen ottomanischen Militär- und Beamtenfamilie und Margarethe geb. Grosche aus Berlin, besuchte die Schule in der Türkei. 1948 begann er das Mechanical Engineering-Studium an der Purdue University mit B.S.-Abschluss 1952. Es folgte der S.M. (Scientiae Magister) des Massachusetts Institute of Technology (MIT) 1953. Am MIT bei Egon Orowan wandte er sich der Materialwissenschaft und Werkstofftechnik und wurde 1956 mit seiner Dissertation Investigations of The Strength and Anelasticity of Glass zum Sc.D. promoviert. Dabei fühlte er sich als wissenschaftlicher Enkel Richard Beckers. In den nächsten zwei Jahren arbeitete er bei der High Voltage Engineering Corporation in Burlington (Massachusetts) an Van-de-Graaff-Teilchenbeschleunigern für die Forschung und für medizinische Anwendungen (als wissenschaftlicher Enkel Marie Curies). 1959 kehrte er in die Türkei zurück, um seinen Wehrdienst abzuleisten. Dazu hielt er vertretungsweise eine Vorlesung an der neuen Technischen Universität des Nahen Ostens in Ankara. 1960 kehrte er als Assistant Professor ans MIT zurück. 1968 wurde er dort Professor, 1982 Quentin Berg Professor und 2001 Quentin Berg Professor Emeritus.
Argons experimentelle und theoretische materialwissenschaftliche Forschung hat wesentlich zur Aufklärung der physikalischen Prozesse der plastischen Verformung und des Bruchs von Metallen, Legierungen, Keramik, Glas, Polymeren und Verbundwerkstoffen beigetragen. 1972 war er Gastprofessor für Polymerphysik an der University of Leeds. 1992 war er mit dem Humboldt-Forschungspreis Gastwissenschaftler an Peter Haasens Institut für Metallphysik der Universität Göttingen. Auch war er 1992 Gastwissenschaftler an der Stanford University.
Argon war verheiratet mit Xenia geb. Lacher und hatte zwei Kinder, die Astrophysikerin Alice und den Umweltbiologen Kermit.

## Ehrungen
- Charles Russ Richards Memorial Award der American Society of Mechanical Engineers (1976)
- Fellow der American Physical Society (1987)
- Mitglied der National Academy of Engineering (1989)
- Nadai Medal der American Society of Mechanical Engineers (1998)
- Staudinger-Durrer-Preis der ETH Zürich (1999)
- Heyn-Denkmünze der Deutschen Gesellschaft für Materialkunde (2004)
- Ehrendoktor der Purdue University (2005)[4]

## Werke
- Frank A. McClintock, Ali S. Argon: Mechanical Behavior of Materials. Addison-Wesley, 1966, ISBN 0-201-04545-1 (englisch).
- U. F. Kocks, A. S. Argon, M. F. Ashby: Thermodynamics And Kinetics of Slip. In: Progress In Materials Science. Band 19, 1975, S. 1–281 (englisch).
- Ali S. Argon: Strengthening Mechanisms In Crystal Plasticity. Oxford University Press, 2007, ISBN 978-0-19-965922-7 (englisch).
- A. S. Argon: The Physics of Deformation and Fracture of Polymers. Cambridge University Press, 2013, ISBN 978-0-521-82184-1 (englisch).